# 서부의 사나이
서부의 사나이(The Westerner)는 미국에서 제작된 윌리엄 와일러 감독의 1940년 영화이다. 게리 쿠퍼 등이 주연으로 출연하였고 사무엘 골드윈 등이 제작에 참여하였다.

## 출연

### 주연
- 게리 쿠퍼
- 월터 브레넌
- 도리스 대번포트

### 조연
- 프레드 스톤
- 포레스트 터커
- 폴 허스트
- 칠 윌스
- 데이나 앤드루스
- 찰스 할튼
- 트레버 바뎃
- 톰 타일러
- 루시엔 리틀필드